# 町田市立総合体育館
町田市立総合体育館（まちだしりつそうごうたいいくかん）は、東京都町田市南成瀬に所在する体育館。

## 概要
1990年（平成2年）10月21日、町田市の市制施行30周年記念による三大スポーツ施設建設事業（町田市立室内プール、町田市立陸上競技場、町田市立総合体育館）の一つとして計画され、それまでの町田市立体育館（旭町）の代替施設として南成瀬に開館した。元々の町田市立体育館は全日本プロレスの旗揚げ前夜祭の会場としても知られていた。
指定管理者として、2009年4月から2013年3月まで「日本テニス事業協会共同企業体」が、2014年4月から2019年3月まで「スポーツ町田（株式会社ギオン・株式会社富士グリーンテック・ファシリティパートナーズ株式会社・株式会社東京綜合造園の共同事業体）」が、2019年4月からは「スポーツでつなぐ まちだパートナーズ（コナミスポーツ株式会社・ミズノスポーツサービス株式会社・株式会社東急コミュニティー・株式会社CASCAVEL FUTSAL CLUBEの共同事業体）」が、2024年4月からは「スポーツ町田共同事業体（株式会社ギオン、株式会社小田急ビルサービス、野村不動産ライフ＆スポーツ株式会社、一般社団法人町田スポーツ文化ネットワーク）」管理運営に当たっている。

## 施設
- メインアリーナ
  - 面積 2,400m2
  - 利用可能数 - バレーボール 4面、バスケットボール 3面、バドミントン 12面、卓球台 35台など
  - 収容人数 - 2階固定席 1,776人、1階可動席 1,008人 合計 2,784人
  - 大型映像装置は2019年12月に設置。

- サブアリーナ
  - 面積 1,101m2
  - 利用可能数 - バレーボール 2面、バスケットボール 1面、バドミントン 6面、卓球台 24台など

- 小体育室
  - 利用可能数 -卓球台10台、各種ダンスなどに利用

- 第一武道場
  - 利用可能数 - 剣道2面など

- 第二武道場
  - 利用可能数 - 柔道2面など

- 和洋弓場
  - 和弓 10人立、アーチェリー

- トレーニングルーム
- 会議室
- 幼児体育室
- ジョギングコース（メインアリーナ2階、一周226m）

## 主な大会・イベント

### スポーツ競技
- バレーボール

Vプレミアリーグや全国私立高等学校男女バレーボール選手権大会のメイン会場として使用されている。この他、スポーツ祭東京2013（第68回国民体育大会）では、バレーボール（少年）の試合会場として使用された。全日本バレーボール小学生大会全国大会も稀に開催されている。
- フットサル

2007年（平成19年）より始まったFリーグのペスカドーラ町田が本拠地として使用している。
- 相撲

2016年（平成28年）の大相撲春巡業より大相撲町田場所の会場として使用している。町田市内での大相撲開催は約80年ぶりで、以降は毎年会場として使用されている。
- プロレス

新日本プロレスではG1 CLIMAXなどで使用。
- バスケットボール

バスケットbjリーグや全国車椅子バスケットボール大学選手権の会場として使用された。
- バドミントン

バドミントン日本リーグの会場として使用された。この他、スポーツ祭東京2013（第68回国民体育大会）および障害者スポーツ祭東京2013でも試合会場として使用された。
2017年と18年にはヒューリック・ダイハツ JAPAN パラバドミントン国際大会が行われ、17年大会後にはレジェンドビジョンが行われ、林丹、リー・チョンウェイ、ピーター・ゲード、タウフィック・ヒダヤットが出場した。
2020年の第74回全日本総合バドミントン選手権大会会場である。

### イベント
- 成人式（二十祭まちだ）

毎年1月には町田市の成人式が行われる。以前は町田駅近くの町田市民ホールが使用されていたが、会場に860人しか収容できないため、1991年（平成3年）から会場が移転された。

## 交通アクセス
電車の場合
- JR横浜線成瀬駅北口より徒歩9分。

バスの場合
- 町田バスセンターから長津田駅北口行き（町77）で「吹上」バス停下車徒歩5分。

自家用車の場合
- 専用の有料駐車場（合計250台分）あり。